# Mórocz Adrienn
Mórocz Adrienn (Székesfehérvár, 1986. június 27. –) magyar színésznő, bábszínésznő. 

## Életpályája
Táncművész szakon végzett a Pécsi Művészeti Szakközépiskolában, majd az Új Színház stúdiósa volt. 2008–2013 között a Színház- és Filmművészeti Egyetem hallgatója volt, bábszínész szakon. 2013–2018 között a Budapest Bábszínház tagja volt, ahol egyetemi gyakorlatát is töltötte. 2018-tól a Thalia Színház tagja.
Édesapja Mórocz György, törvényszéki bíró. Férje Kovács Lehel színművész, akivel 2013-ban kötött házasságot. Két gyermekük van.

## Fontosabb színházi szerepei
- Bugrislav királyfi és mások – Alfred Jarry: Übü király és a magyarok (rendező: Kiss Csaba)
- Claire – Babák (Genet: Cselédek című drámája alapján, együttműködésben a MaNNa Produkcióval; rendező: Fodor Annamária)
- Matild – Kolozsi Angéla: Unokák a  polcon (rendező: Schneider Jankó)
- Epika királykisasszony – Szabó Borbála-Varró Dániel: Líra és Epika (rendező: Mácsai Pál)
- Iluska – Petőfi Sándor: János vitéz (rendező: Urbán Gyula)
- Királylány – Szálinger Balázs: Fehérlófia (rendező: Veres András)
- Elza, Rablólány – Jevgenyij Svarc: Hókirálynő (rendező: Fige Attila)
- Sally Bowles – Masteroff-Kander-Ebb: Kabaré (rendező: Alföldi Róbert)
- Annipanni – Marék Veronika-Gimesi Dóra: Boribon és Annipanni (rendező: Ellinger Edina)
- Sophie Nielsen – Janne Teller–Gimesi Dóra: Semmi (rendező: Hoffer Károly)
- Frida, muklalány – Sven Nordqvist-Fekete Ádám: Pettson és Findusz (rendező: Bereczki Csilla)
- Marika – P. I. Csajkovszkij: Diótörő (rendező: Szőnyi Kató)
- A Színház- és Filmművészeti Egyetemen: Etűdök fémre, fára, agyagra, sárra (rendező: Horváth Csaba)
- Callasné, Jézusanyuka, Fejtapogató – Bertolt Brecht: A gömbfejűek és a csúcsfejűek (rendező: Zsótér Sándor)
- Samuka – Csokonai Vitéz Mihály: Karnyóné-gyakorlatok (rendező: Gothár Péter)
- Homérosz–Gimesi Dóra: Olympos High School (rendező: Tengely Gábor)
- Fini – Szép Ernő: Isten madárkái (rendező: Máthé Zsolt)
- Alfa, Béta, Gamma, Delta, Epszilon – Aldous Huxley: Szép új világ (rendező: Csizmadia Tibor)
- A Bárka Színházban: Hercegnő – Esterházy Péter: Harminchárom változat Haydn-koponyára (rendező: Göttinger Pál)
- Az Orlai Produkcióval: Minden ötödik órában (rendező: Bozsik Yvette)
- A Vörösmarty Színházban: Szélvész várkisasszony – Hilbert-Janosa: Rozsda lovag (rendező: Bozsik Yvette)

## Filmes és televíziós szerepei
- A Király (2022)
- Mintaapák (2021)
- Munkaügyek (2016)
- Hajnali láz (2015)

## Szinkronszerepei
- Lucifer az Újvilágban: Chloe Decker nyomozó – Lauren German
- Végtelen szerelem: Nihan Sezin / Kozcuoğlu / Soydere – Neslihan Atagül
- Hamupipőke: Ella (Hamupipőke) – Lily James (2015)
- Mamma Mia! Sose hagyjuk abba: Fiatal Donna – Lily James (2018)
- Mission: Impossible – Utóhatás: Alanna Mitsopolis / Fehér Özvegy – Vanessa Kirby (2018)
- Marvel Kapitány – Carol Danvers – Brie Larson (2019)
- Lunaria – Kaland a Holdon: Anya (ének) – Ruthie Ann Miles (2020)
- Meryem: Meryem Akça Sargun – Ayça Ayşin Turan  (2021)
- A Mandalóri: Bo-Katan Kryze – Katee Sackhoff (2022–2023)
- Mission: Impossible  – Leszámolás: Alanna Mitsopolis / Fehér Özvegy – Vanessa Kirby (2023)

## Díjai, elismerései
- Pethes–Agárdi-díj (2013)[12]
- Junior Prima díj (2014)